# 표지병

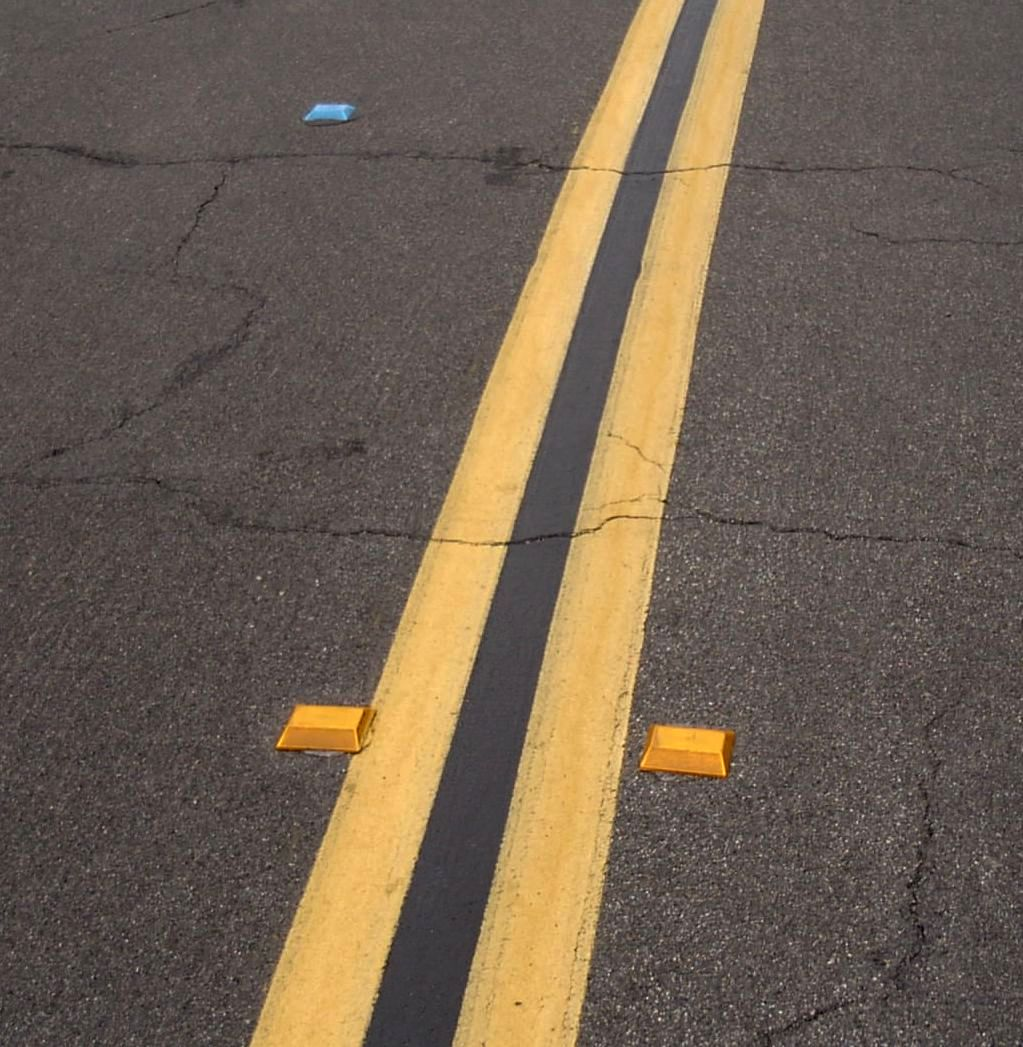
주황색 표시는 반대편 차선을 분리한다. 파란색 표시는 왼쪽 보도에 있는 소화전을 나타낸다.

표지병(Raised pavement marker) 또는 도로 표지병은 도로에서 사용되는 교통안전장치이다. 이러한 장치는 일반적으로 플라스틱, 세라믹, 열가소성 페인트, 유리 또는 때때로 금속으로 만들어지며 모양과 색상이 다양하다. 플라스틱, 세라믹 또는 금속과 같은 반사 형태의 경우 자동차 전조등을 역반사하여 가시성을 향상시키는 렌즈 또는 시트가 포함되어 있으며, 유리 도로 표시등(glass road stud)은 돔 모양의 자동차 전조등의 빛을 모아서 내부의 반사 층으로 조명을 반사한다.

## 같이 보기
- 도로표시